# Pogodba iz Tordesillasa
Pogodba iz Tordesillasa (portugalsko Tratado de Tordesilhas, špansko Tratado de Tordesillas) je skupno ime za dve pogodbi, podpisani 7. junija 1494 v mestu Tordesillas (danes v provinci Valladolid v Španiji), s katerima sta si Španija in Portugalska razdelili odkrita ozemlja v Novem svetu in uredili plovbo ob afriških obalah. Predstavnika Španije sta bila Izabela in Ferdinand, kralja Kastiljske in Aragonske krone, predstavnik Portugalske pa je bil kralj Ivan II. Razmejitev je potekala po poldnevniku, ki je bil 370 lig oddaljen od Zelenortskih otokov. To je bilo približno na sredini med Zelenortskimi otoki in otoki, ki jih je na svojem prvem potovanju odkril Krištof Kolumb, to je Kubo in Hispaniolo. Ozemlje vzhodno od razmejitve je pripadlo Portugalski, zahodno pa Španiji. To je pomenilo, da Španija ne bo posegala po brazilskih obalah, ki so jih Portugalci osvojili, ti pa ne bodo posegali v Karibe, ki so pripadali Španiji. Dogovor je bil prvi, ki je postavil mejo na zemlji in morju in je bil odločilnega vpliva na poznejši etnični sestav Južne Amerike.

## Predzgodovina
Problem razmejitve kompetenc se je že pojavil ob podpisu mirovne pogodbe v Alcáçovasu, ki je zaključila kastiljsko nasledstveno vojno (1479). Razen mirovnih pogojev je bilo takrat določeno, da poteka meja med vplivnima področjema po vzporedniku 27 južno od Kanarskih otokov, ki tako pripadajo Kastiljski kroni, medtem ko pripadajo Portugalski kraljevini ozemlja in morja južno od tega vzporednika, in sicer Madeira, Azori, Zelenortski otoki, Gvineja in Fez (severna obala današnjega Maroka), pa tudi vsa afriška obala južno od rta Bojador. Papež Sikst IV. je te določbe potrdil z bulo Aeterni regis (1481). Z mejo po vzporedniku je bila dejansko izražena volja, da se svet razdeli na dve polobli, in sicer na severno za Kastilijce in južno za Portugalce.
Leta 1492 sta kralja Izabela in Ferdinand finančno podprla Krištofa Kolumba na njegovem prvem potovanju čez Atlantik. Po odkritju Kube in Hispaniole so Portugalci ugotovili, da – glede na Kolumbove koordinate - otoki ležijo dejansko na njim pripadajoči polobli, zato je kralj João II. zahteval njihovo last. Španska kralja pa sta uveljavljala stališče, da so njihove ladje plule vedno le proti zahodu in se niso spustile na jug pod vzporednik 27. 
Za potrditev suverenosti nad Kubo in Hispaniolo sta se španska kralja obrnila na papeža Aleksandra VI., ki je v ta namen leta 1493 izdal tri bule, in sicer Eximiae devotionis, Inter caetera in Dudum siquidem, s katerimi je bila v glavnem določena meja po poldnevniku, ki poteka 370 lig zahodno od Zelenortskih otokov.

## Potek pogajanj
Po podpisu mirovne pogodbe v Alcáçovasu je João II. odredil posebno odpravo pod poveljstvom svojih najbolj izkušenih pomorščakov, ki naj bi preverila, kje se novoodkriti otoki resnično nahajajo, vendar sta španska kralja predlagala preventivne pogovore in sporazume, ki bi bili pozneje potrjeni z raziskavami. 
Portugalski kralj je poslal na pogovore v Barcelono Pero Diasa (brata in dolgoletnega sodelavca Bartolomea Diasa) in svojega tajnika Rui de Pina. Barcelonske pogovore so v veliki meri pogojevale papeževe bule, pa tudi nedavno sklenjena mirovna pogodba med Francijo in Aragonom, zato španska kralja nista nameravala popuščati od svojih stališč. Dogovor je bil sklenjen 7. junija 1494 in sestoji iz dveh sporazumov s skupnim imenom Pogodba iz Tordesillasa. Katoliška kralja sta pogodbo potrdila 2. julija 1494 v kastiljskem mestu Arévalo, João II. pa 5. septembra 1494 v portugalskem mestu Setúbal. Originalna izvoda pogodbe se nahajata v Archivo General de Indias v Sevilji in v Archivo Nacional de la Torre do Tombo v Lizboni.

## Vsebina pogodb
V pogodbah je v vsakem poglavju izraženo, da se sklepata med kraljem in kraljico Kastilije, Leona, Aragonije itd. in njunimi nasledniki za vedno ter kraljem Portugalske, Algarbes itd. in njegovimi nasledniki za vedno. Za tiste čase izredna klavzula izjavlja, da je močno zaželena potrditev pogodb s strani papeža, da pa nobena papeževa odločitev ne more odvezati podpisnikov od sprejetih dolžnosti.
Bistvo prve pogodbe je bila razmejitev ozemelj Novega sveta, ki je bila sprejeta na poldnevniku 370 lig zahodno od Zelenortskih otokov. Premaknitev meje od 100 lig, ki jih je predvidevala prva od papeških bul, na dokončno dogovorjenih 370 lig, je pomenila, da je vzhodni del Južne Amerike, to je skrajni vzhod današnje Brazilije, bil dodeljen Portugalski. Portugalska je s tem dobila nekaj ozemlja nove celine, a ni imela pravice do širjenja proti notranjosti, niti ne proti jugu in severu, ker bi sicer prekoračila razmejitveni poldnevnik. Razmejitvena črta med vplivnima področjema je tako prisilila Portugalce, da so vsa pomorska raziskovanja usmerili proti jugu in okoli Afrike proti Indiji, medtem ko so bili Španci prepričani, da že obvladajo najkrajšo pot do Indije, zato so vsa njihova nadaljnja raziskovanja bila posvečena širjenju po obalah in proti notranjosti severnoameriške celine. V praksi je razdelitev vplivnih področij z mejo na poldnevniku sledila isti logiki prejšnje delitve sveta po vzporedniku, saj je pomenila, da Portugalci ne bodo ovirali španskega napredovanja onstran Karibov, Španci pa ne bodo motili portugalskih linij okoli rta Dobre nade.
Pogodba je izrecno prepovedala vsakršno raziskovanje izven pripadajočega območja ter stike, dogovore ali trgovske izmenjave s prebivalci teh krajev. Špancem je bilo dovoljeno svobodno prečkanje oceana za dostop do novoodkritih ozemelj, vendar po predhodnem dogovoru s portugalskimi oblastmi in brez nepotrebnih postankov ali zadrževanj na portugalskih obalah. Predvidena je bila možnost, da Kolumbovo drugo potovanje, ki je bilo tačas v teku, odkrije nov otok v portugalski coni; v tem primeru bi ga Španci smeli osvojiti, vendar se ta možnost ni uresničila.
V pogodbi je bila razmejitvena črta zelo nenatančno označena samo z oznako 370 lig zahodno od Zelenortskih otokov. Stopinje poldnevnika niso bile vzete v poštev, niti ni bil označen otok oziroma točka otoka, od katere naj bi se razdalja merila. Poleg tega, realna dolžina lige ni bila dorečena, saj je imela različne vrednosti v zadevnih kraljevinah. Glavna sporna točka je vsekakor bila sama beseda ravna črta, ki jo pogodba večkrat navaja, saj direktnega poteka poldnevnika ni bilo moč določiti brez natančnih podatkov o obsegu zemeljske oble in posledično o razdalji med poldnevniki, o katerih si strokovnjaki niso bili edini. Pogodba je sicer navajala, da se bodo te stvari določile s skupno ekspedicijo, do katere pa nikoli ni prišlo. Po izteku desetih mesecev brez srečanja strokovnjakov so se 15. aprila 1495 dogovorili, da bo srečanje julija 1495 na mejni točki, vendar se tudi to srečanje ni izvedlo. 
Nekateri zgodovinarji  so mnenja, da je bila površna oznaka namerna, ker naj bi bili Španci prepričani, da bodo v kratkem itak pridobili Portugalsko, medtem ko so se Portugalci zanašali na svoje boljše poznavanje Atlantika, ki naj bi v vsakem slučaju bilo kos španskim zahtevam. Poleg tega je približna določitev meje dovoljevala, da si je vsaka stran lahko prilagodila sporazum v svoj prid.
Druga pogodba je sporazum o afriških obalah. Določeno je bilo, da je obala severno od rta Bojador prosto dostopna in ribolov dovoljen obema državama. Južno od tega rta so Španci smeli pristajati, a ne ribariti. Portugalske posesti na severnih afriških obalah so bile omejene na področje zahodno od trdnjave Cazaza (na rtu Tres Forcas), ki je pripadla Špancem skupno z Melillo.

## Dodatne in povezane pogodbe
Demarkacijska črta, čeprav še v mnogočem sporna, je bila podlaga za več naslednjih pogajanj in sporazumov med Portugalsko in Španijo. 
Najprej je bila popravljena meja vplivnega področja v severni Afriki. Pogodba iz Sintre je leta 1509 prepovedala Portugalcem dostop na skalnati otok (danes polotok) Vélez de la Gomera in bližnjo obalo, 120 km jugovzhodno od Ceute: v zameno je Španija priznala portugalsko oblast nad vso afriško obalo zahodno od tega otoka vse do rta Bojador na Atlantiku. Pogodba je celo predvidevala visoko denarno kazen za morebitne kršitve sporazuma.
Ko so leta 1512 Portugalci odkrili Moluke, so Španci zahtevali njihovo posest, ker naj bi razmejitvena črta, ki jo je določila pogodba iz Tordesillasa, v nadaljevanju preko tečajev veljala tudi na drugi strani sveta. Kraljevini sta skušali spor rešiti s pomočjo posebne komisije, sestavljene iz treh pomorščakov, treh matematikov in treh kartografov, ki so se sestali v Badajozu in v Elvasu (1524). Prav zaradi različnih stališč v zvezi z izračunom razdalj in orientacijo, so strokovnjaki vztrajali pri svojih prepričanjih in niso dosegli sporazuma. Po Magelanovem potovanju okoli sveta, ki je razveljavilo nekatera dotedanja prepričanja, se je spor za Moluke in Filipine zaostril in prišlo je do oboroženih spopadov med Španci in Portugalci. Šele leta 1529 je sporazum iz Zaragoze določil, da se razmejitvena črta nadaljuje preko tečajev, zato poteka 297,5 lig zahodno od Molukov, ki so bili torej portugalski, medtem ko so Filipini pripadli Španiji.
Pogodba iz Tordesillasa je spet prišla v poštev pri določitvi mej med Portugalsko in Španijo v Braziliji. V glavnem je šlo za mesto Colonia del Sacramento, ki je med letoma 1680 in 1811 bilo kar petkrat portugalsko in štirikrat špansko, nato za sedem let brazilsko, dokler ni končno prešlo pod Urugvaj. Pri vseh teh prehodih oblasti sta se tako Portugalska kot Španija sklicevali na pogodbo iz Tordesillasa, seveda vsaka iz svojega stališča, kar tudi pojasnjuje vzroke mnogih sprememb, saj je bila originalna listina nenatančna in zastarela.
Tudi misijoni, ki so jih portugalski jezuiti ustanovili na skrajnem zahodu Brazilije, so bili dolgo časa predmet ozemeljskih zahtev zaradi nesoglasja v zvezi s potekom meje, ki jo je določila pogodba iz Tordesillasa. Po raznih delnih sporazumih in večkratnem prehodu izpod ene oblasti pod drugo je ozemlje končno postalo del novoustanovljene države Brazilije.
Pri vseh teh pogodbah je bilo najpomembnejše vprašanje, kod dejansko poteka razmejitvena črta, in to vprašanje pravzaprav nikoli ni dobilo odgovora. Portugalci so vsa osvajanja, ki so bila za Špance kršitev sporazuma, upravičevali z lastnim tolmačenjem pogodbe, ki je bilo popolnoma različno od španskega. Dejansko se sprti strani nista nikoli sporazumeli, ker zaradi objektivnega pomanjkanja podatkov nista mogli odstopiti od svojih prepričanj.

## Iztek pogodbe
Pogodba iz Tordesillasa je izgubila pomembnost, ko sta se leta 1580 Španija in Portugalska združili v Ibersko unijo s skupnim vladarjem. Do ukinitve unije sta obe državi nadaljevali z raziskavami in kolonizacijo ne glede na omejitve teh pogodb. Leta 1640, ko se je Portugalska ločila od Španije, je problem razmejitve spet postal aktualen, vendar so se nova pogajanja vzpostavila šele leta 1750. Madridska pogodba 1750, ki sta jo podpisali Kraljevina Španija in Kraljevina Portugalska, je preklicala pogodbo iz Tordesillasa in vse ostale dodatke, ki so bili skozi leta vključeni v pogodbo. Leta 1761 je Madridska pogodba bila razveljavljena s pogodbo El Pardo, ki je znova vzpostavila mejo pogodbe iz Tordesillasa. Ta je bila dokončno odstranjena 1. oktobra 1777 s pogodbo San Ildefonso. 

## Posledice pogodbe
Gledano iz današnjega zornega kota, je bila pogodba iz Tordesillasa in vsi sporazumi, ki so se nanjo sklicevali, brez praktičnega pomena, saj je slonela na napačnih predpostavkah in zato ni mogla stopiti v veljavo. Vendar je bila za svojo dobo zelo pomembna in je bila vir velikih posledic.
Cilj pogodbe je bil prekinitev sovražnosti med Portugalci in Španci, ki so se stopnjevale po Kolumbovih odkritjih, zato tudi dogovori v Tordesillasu niso zbudili posebne pozornosti s strani drugih evropskih držav. Tedanje pomorske velesile (Francija, Anglija in Republika Nizozemska) niso nameravale odkrivati novih svetov, za kar sicer niso niti imele možnosti, poleg tega pa so podcenjevale osvojevalno spretnost tako Špancev kot Portugalcev in enostavno odklanjale njihovo pretenzijo na delitev sveta. Franc I. Francoski, na primer, naj bi ironično vprašal, katera klavzula Adamovega testamenta pooblašča to razdeljevanje .
Vsekakor je do želene prekinitve sovražnosti med podpisnicama pogodbe dejansko tudi prišlo, čeprav ni ukinilo nasprotovanj, prekrškov in mnogih popravkov pogodbe. Tako Španija kot Portugalska sta nadaljevali z raziskovanji brez preseganja določenih meja, Španija po severni Ameriki, Portugalska pa po južnem Atlantiku in okoli Afrike v Indijski ocean. Negativna stran dogovora je bila, da sporazum ni preprečil, oziroma je celo povzročil razvoj gusarstva, piratstva in tihotapljenja, kar je pomnožilo lokalne spopade med portugalskimi in španskimi pomorščaki, katerim so pomagali – zdaj enemu zdaj drugemu - domačini.
Glavna zgodovinska posledica je bila velik jezikovni vpliv na kulture osvojenih ozemelj, saj sta še danes španščina in portugalščina med svetovno najbolj uporabljenimi jeziki, prva v Srednji Ameriki in zahodu Južne Amerike, druga v Braziliji in v nekaterih deželah južne Afrike. Meja med jezikovnima področjema v Južni Ameriki poteka več ali manj po razmejitveni črti, ki jo je določila pogodba iz Tordesillasa. V Aziji se portugalščina uporablja v več državah, medtem ko je španščina bolj slabo zastopana, skladno z zgodovino teh krajev, kjer so bili Portugalci veliko bolj prisotni od Špancev prav vsled napotkom te pogodbe.
Med posledice pogodbe se navadno prišteva osveščanje o potrebi pomorskih razmejitev. Pogodba iz Tordesillasa je prvič postavila meje tudi na morje, ki je do tedaj veljalo kot mare liberum, to je odprto morje, v smislu svobodno plovno za vsako državo.  Odprto morje ali mare liberum je še iz časov rimske republike pomenilo vse morje, ki se ga iz obale ni moglo nadzorovati. V srednjem veku so pomorske republike uveljavile za Sredozemsko morje izraz mare clausum, zaprto morje, kar je predvidevalo njihov nadzor plovbe po njem, vključno s pravico pobiranja pristojbin. To je bil, med drugim, tudi glavni vzrok, da so Portugalci iskali pot okoli Afrike namesto prečkanja Sredozemlja za dosego azijskih dežel. Z isto logiko sta si s pogodbo iz Tordesillasa Španija in Portugalska izrecno razdelili pravico do nadzora odprtega morja, to je oceanov. Leta 1609 so Nizozemci  zanikali pravico do prilaščanja odprtih morij. Angleži, njihovi konkurenti, so trdili, da se morje lahko prilašča enako kot kopno. S časom se je posest morja omejila na razdaljo donosa priobalnih topov, pozneje na tri morske milje od obale.

## Sedanjost
Pogodba iz Tordesillasa je danes samo zgodovinska zanimivost in seveda nima več nobene veljave ali vpliva na mednarodne odnose med Portugalsko in Španijo. Vsekakor pa vse do danes nekateri avtorji, tako španski  kot portugalski , več ali manj prikrito debatirajo, kdo »je imel prav« pri pogovorih v Tordesillasu. Vendar se v modernih zemljevidih redno prikazujeta obe stališči in oznake raznih teoričnih razmejitev. Edini, ki so zavzeli odločno stališče, saj so bili tudi direktno zainteresirani, so Brazilci. Večina njihovih zgodovinskih zemljevidov prikazuje mejo 48° 42' v bližini mest Belén de Pará in Lagune. V slednji je bil leta 1975 zgrajen spomenik v čast Pogodbi. 
Leta 2007 sta Španija in Portugalska vpisali Pogodbo v Unesco kot dokumentarno dediščino. 

## Določitev meje
Danes vemo, da se v resnici pomorščaki tistega časa niti niso mogli dogovoriti o točni razdalji, saj je bila že sama lega poldnevnika samo namišljena črta na kartah, ki so se še ustvarjale. Velikost zemeljske oble takrat ni bila točno znana, zato seveda ni bila določena razsežnost med stopinjami njenega obsega. Razdalja med poldnevniki ni niti bila določena v ligah ali kaki drugi merski enoti, temveč enostavno s primerjavo z najbližjim kopnim. Pomorščaki so pluli z opazovanjem zvezde severnice in astrolaba, vendar je to pomagalo v glavnem le za orientacijo. Za točnejšo določitev morske razdalje, ki bi vsekakor ostala nenatančna, bi bilo potrebno prečkanje določene dolžine v nekem določenem času, kar pa zahteva stalno hitrost in točnost ur, ki ju takrat niso imeli.  
Portugalci so se orientirali z opazovanjem sonca in zvezd, kar jim je dovoljevalo precejšnjo natančnost pri določanju smeri. Nasprotno so Španci uporabljali kompas, ker naj bi ista mera kompasa odgovarjala vedno isti zemljepisni širini; veljalo je namreč prepričanje, da plovba po stalni liniji kompasa pelje po vzporedniku, ki perfektno obkroži zemljo in privede nazaj na izhodiščno točko. Takrat še niso vedeli, da kompas ne upošteva razdalje do geografskega zemeljskega tečaja, temveč le do magnetnega tečaja, kar pomeni, da bi upoštevanje stalnega podatka kompasa speljalo na spiralno in ne na krožno plovbo okoli oble. Zaradi te razlike je sama beseda ravna črta, ki jo pogodba večkrat navaja, dvoumna.
Razen tega se strokovnjaki, ki so se sicer sestali z dobro voljo in resničnim namenom, da bi zadevo razčistili, niso mogli sporazumeti, na katere zemljevide naj se opirajo. Španci so želeli uporabiti zemljevide Nizozemcev, medtem ko so Portugalci želeli uveljaviti svoje. Ni bilo moč doreči, kateri zemljevidi so natančnejši, saj so v bistvu tudi kartografi imeli iste težave kot pomorščaki.

## Kartografija
Prvi je skušal točneje določiti mejo Španec Jaume Ferrer de Blanes leta 1495, ki jo je postavil 18° vzhodno od osrednje točke Zelenortskih otokov, torej na zemljepisni širini 42°25', upoštevajoč razdalje med poldnevniki v vrednosti 20 + 5/8 lige. Vendar je na ta način obseg zemeljske oble bil kar 21,1 % preširok.
Juan de la Cosa je na svojem zemljevidu iz leta 1500 prikazal črto od tečaja do tečaja (liña meridional), ki gre čez Zelenortske otoke. To je prvi grafični prikaz razmejitve, ki jo je določila pogodba iz Tordesillasa, zato bi ga lahko sprejeli kot najbolj verjetno razumevanje dogovora.
Prvi portugalski prikaz razmejitvene črte je na zemljevidu sveta Cantino iz leta 1502, ki upošteva portugalski način orientacije in zato ravna črta dodeli več ozemlja Portugalcem bodisi na južni kot tudi na severni polobli.
Portugalski matematik Pedro Nunes je bil prvi, ki je ovrgel trditev ravne črte. Teorijo loksodromične plovbe  je leta 1537 predstavil v dveh knjigah, Tratado sobre navegación marítima in Tratado sobre algunas dudas de la época sobre navegación marítima. 